# جون أرلينغتون غونزاليس
جون أرلينغتون غونزاليس (بالإسبانية: John Arlington González)‏ هو لاعب كرة قدم كولومبي، ولد في 2 فبراير 1989. لعب مع نادي ميلوناريوس.